# Ceratostylis hydrophila
Ceratostylis hydrophila är en orkidéart som beskrevs av Rudolf Schlechter. Ceratostylis hydrophila ingår i släktet Ceratostylis och familjen orkidéer. Inga underarter finns listade i Catalogue of Life.